# Rhipidomys caucensis
Rhipidomys caucensis är en däggdjursart som beskrevs av J. A. Allen 1913. Rhipidomys caucensis ingår i släktet sydamerikanska klätterråttor och familjen hamsterartade gnagare. IUCN kategoriserar arten globalt som otillräckligt studerad. Inga underarter finns listade.
Denna klätterråtta förekommer i bergstrakter i västra Colombia. Arten vistas där vanligen mellan 2200 och 3500 meter över havet. Regionen är täckt av skog.